# イリアス・シャイル
イリアス・シャイル（アラビア語: لياس إميليان شاعر, ラテン文字転写: Ilias Chair, 1997年10月30日 - ）は、ベルギー出身のプロサッカー選手。モロッコ代表。クイーンズ・パーク・レンジャーズFC所属。ポジションはミッドフィールダー。

## 経歴

### 幼少期
ベルギーのアントウェルペンで生まれ育ち、モロッコにルーツを持つ。
クラブ・ブルッヘの下部組織でキャリアをスタートさせ、その後JMGアカデミーに在籍。2014年にリールセの下部組織に移った。

### クラブ
2015年8月9日、セカンド・ディヴィジョン（かつてのベルギー2部リーグ）のコクサイド戦で76分から途中出場し、プロデビュー。1か月後の9月9日、サークル・ブルッヘ戦では初の先発出場で、90分間フル出場した。
2017年1月、EFLチャンピオンシップのクイーンズ・パーク・レンジャーズのトライアルに参加。U-23チームでボーンマスと対戦し、ゴールを挙げた。そして、31日にはQPRと契約を交わし、最初のシーズンはU-23チームでプレイした。
8月8日、ロフタス・ロードで行われたEFLカップ1回戦のノーサンプトン・タウン戦に63分からルーク・フリーマンとの交代で出場し、トップチームデビュー。12月2日にディープデイルで行われたプレストン・ノースエンド戦でQPRでの初先発となった。2018年2月9日、2年間の契約延長に合意し、2020年夏までクラブに在籍することとなった。4月28日、シーズン最終戦のバーミンガム・シティでプロ初ゴールを挙げ、3-1での勝利に貢献した。
2018-19シーズン、前半8試合に出場した後、2019年1月31日、EFLリーグ2のスティヴネイジにシーズン終了までの期限つきで移籍。2月2日、ヨーヴィル・タウン戦にフル出場し、スティヴネイジでの初出場。2月16日、リーグ首位にいたリンカーン・シティとの試合では、後半に移籍後初ゴールを含む2得点を挙げる活躍を見せた。3月12日、ホームで迎えたスウィンドン・タウン戦では自陣からのロングシュートでゴールを挙げた。3月には4ゴール4アシストを記録し、リーグ2の月間最優秀選手にノミネートされた。このレンタル期間中、スティヴネイジで16試合に出場し、6ゴール6アシストを記録。監督のディノ・マームリアからは「スティヴネイジのユニフォームを着た最高の選手」であり「リーグ2でプレイした最高の選手」と評された。
2019年9月、QPRに復帰し、クラブと新たに3年契約を交わした。マーク・ウォーバートンが新監督に就任し、シャイルはQPRの中心選手となった。
2021年1月29日、4年半（さらに1年の延長オプションつき）の新契約にサインし、2025年までクラブに在籍することとなった。2021-22シーズンも主力として活躍し、ブラックバーン・ローヴァーズ戦での印象的な得点は、10月のリーグベストゴールに選出された。

### 代表
2017年6月、ラバトで行われたU-20モロッコ代表の強化合宿に参加。翌年にはU-23代表にも召集され、2018年3月23日に行われたセネガルとの親善試合に出場。
2021年6月8日、ガーナとの親善試合でA代表初出場。試合も1-0で勝利した。10月6日、FIFAワールドカップ予選のギニアビサウ戦で代表初ゴールを記録。
2022年11月、FIFAワールドカップ・カタール大会のメンバーに選出された。

## 個人成績

### クラブ
| 国内大会個人成績 | 国内大会個人成績 | 国内大会個人成績 | 国内大会個人成績   | 国内大会個人成績 | 国内大会個人成績 | 国内大会個人成績 | 国内大会個人成績 | 国内大会個人成績 | 国内大会個人成績 | 国内大会個人成績 | 国内大会個人成績 |
| 年度             | クラブ           | 背番号           | リーグ             | リーグ戦         | リーグ戦         | リーグ杯         | リーグ杯         | オープン杯       | オープン杯       | 期間通算         | 期間通算         |
| 年度             | クラブ           | 背番号           | リーグ             | 出場             | 得点             | 出場             | 得点             | 出場             | 得点             | 出場             | 得点             |
| ベルギー         | ベルギー         | ベルギー         | ベルギー           | リーグ戦         | リーグ戦         | リーグ杯         | リーグ杯         | ベルギー杯       | ベルギー杯       | 期間通算         | 期間通算         |
| ---------------- | ---------------- | ---------------- | ------------------ | ---------------- | ---------------- | ---------------- | ---------------- | ---------------- | ---------------- | ---------------- | ---------------- |
| 2015-16          | リールセ         | 18               | セカンド           | 2                | 0                | -                | -                | 0                | 0                | 2                | 0                |
| 2016-17          | リールセ         | 18               | ファーストB        | 0                | 0                | -                | -                | 0                | 0                | 0                | 0                |
| イングランド     | イングランド     | イングランド     | イングランド       | リーグ戦         | リーグ戦         | FLカップ         | FLカップ         | FAカップ         | FAカップ         | 期間通算         | 期間通算         |
| 2017-18          | QPR              | 19               | チャンピオンシップ | 4                | 1                | 2                | 0                | 1                | 0                | 7                | 1                |
| 2018-19          | QPR              | 19               | チャンピオンシップ | 4                | 0                | 2                | 0                | 2                | 0                | 8                | 0                |
| 2018-19          | スティヴネイジ   | 12               | リーグ2            | 16               | 6                | -                | -                | -                | -                | 16               | 6                |
| 2019-20          | QPR              | 19               | チャンピオンシップ | 41               | 4                | 2                | 1                | 2                | 0                | 46               | 5                |
| 2020-21          | QPR              | 10               | チャンピオンシップ | 45               | 8                | 1                | 0                | 1                | 0                | 47               | 8                |
| 2021-22          | QPR              | 10               | チャンピオンシップ | 39               | 9                | 3                | 0                | 1                | 0                | 43               | 9                |
| 2022-23          | QPR              | 10               | チャンピオンシップ | 40               | 5                | 1                | 0                | 1                | 0                | 42               | 5                |
| 2023-24          | QPR              | 10               | チャンピオンシップ |                  |                  |                  |                  |                  |                  |                  |                  |
| 通算             | ベルギー         | ベルギー         | セカンド           | 2                | 0                | -                | -                | 0                | 0                | 2                | 0                |
| 通算             | ベルギー         | ベルギー         | ファーストB        | 0                | 0                | -                | -                | 0                | 0                | 0                | 0                |
| 通算             | イングランド     | イングランド     | チャンピオンシップ | 173              | 27               | 11               | 1                | 8                | 0                | 192              | 28               |
| 通算             | イングランド     | イングランド     | リーグ2            | 16               | 6                | 0                | 0                | 0                | 0                | 16               | 6                |
| 総通算           | 総通算           | 総通算           | 総通算             | 191              | 33               | 11               | 1                | 8                | 0                | 210              | 34               |

## 代表歴

### 出場大会
- モロッコ代表
  - 2022 FIFAワールドカップ

### 試合数
- 国際Aマッチ 13試合 1得点（2021年-）[24]

| モロッコ代表 | 国際Aマッチ | 国際Aマッチ |
| 年           | 出場        | 得点        |
| ------------ | ----------- | ----------- |
| 2021         | 7           | 1           |
| 2022         | 5           | 0           |
| 2023         | 1           | 0           |
| 通算         | 13          | 1           |

### 得点
| #  | 年月日        | 開催地                                      | 対戦国       | 勝敗 | 試合概要                                 |
| -- | ------------- | ------------------------------------------- | ------------ | ---- | ---------------------------------------- |
| 1. | 2022年10月6日 | スタッド・ムーレイ・アブドゥラ（ モロッコ） | ギニアビサウ | ○5-0 | 2022 FIFAワールドカップ・アフリカ2次予選 |

## タイトル

### 個人
- EFLチャンピオンシップ月間ベストゴール（2021年10月）[19]

### 勲章
- モロッコ国家勲章（英語版） : 2022[25]